# 1765 au Canada
Pour un article plus général, voir Chronologie du Canada.
Cet article traite des événements qui se sont produits durant l'année 1765 au Canada.

## Événements

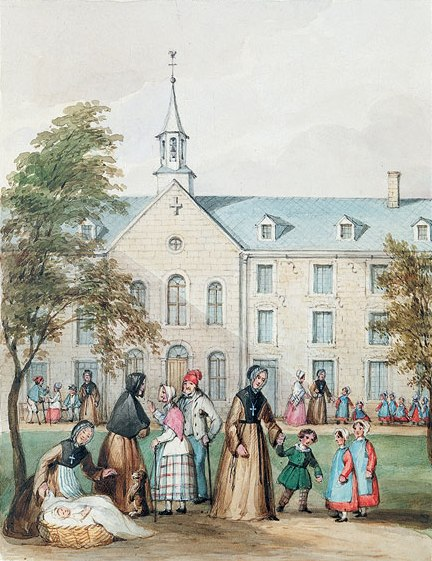
Les Sœurs Grises près de l'ancien hôpital général à Montréal

- 18 mai : un incendie détruit une centaine d'habitations à Montréal[1] dont l'Ancien hôpital général de Montréal.
- Mai : élection de la 4e assemblée générale de la Nouvelle-Écosse.
- Recensement du Gouvernement des Trois-Rivières et du Gouvernement de Montréal[2].

- Les « Quebec pedlars », nommés ainsi par dérision par leur concurrents de la Compagnie de la Baie d'Hudson, tiennent le commerce des peaux sur les rives du lac Winnipeg, le cours inférieur de la Saskatchewan et de l’Assiniboine.
- Achat par Marguerite d'Youville de la seigneurie de Châteauguay.
- James Cuthbert, ancien aide de camp de James Wolfe devient seigneur d'un lieu qui va porter le nom de Saint-Cuthbert.
- Le Stamp Act (1765), crée une grande insatisfaction dans les colonies américaines. Cette loi ne sera finalement pas appliquée.
- 6 décembre : tensions entre les marchands anglais et les militaires. Le juge et marchand Thomas Walker est tabassé par des militaires[3].
- Établissement d'une Réserve indienne pour les Malécites au nord du Fleuve Saint-Jean dans le Nouveau-Brunswick actuel.
- Tenue de la plus ancienne foire agricole au Canada à Fort Edward en Nouvelle-Écosse.

## Naissances
- 15 mai : Dominique Ducharme (officier), coureur des bois.
- 25 juillet : Bonaventure Panet, politicien.
- 10 octobre : Nicolas-Gaspard Boisseau, politicien.
- James Kempt, gouverneur.

## Décès
- Claude-Godefroi Coquart, missionnaire.
- Joseph Brossard, résistant acadien.
- 4 juin : Louis-Joseph de Beaussier de l'Isle, officier de marine (° 15 mars 1701).